# Трудове (Житомирський район)
Трудове́ — село в Україні, в Житомирському районі, Житомирської області. Населення становить 114 осіб.

## Історія
Колишня назва Трушківське Будище, Будище. У 1906 році село Чуднівської волості Житомирського повіту Волинської губернії. Відстань від повітового міста 32 версти, від волості 36 . Дворів 16, мешканців 70.